# Bigfork (Montana)
Bigfork (ktunaxa: nasuq̓ut̕ k̓akanmituk, Salish: sc̓wene) és una concentració de població designada pel cens dels Estats Units a l'estat de Montana. Segons el cens del 2000 tenia 1.421 habitants.

## Demografia
Segons el cens del 2000, Bigfork tenia 1.421 habitants, 652 habitatges, i 410 famílies. La densitat de població era de 95,4 habitants per km².
Dels 652 habitatges en un 18,9% hi vivien nens de menys de 18 anys, en un 55,4% hi vivien parelles casades, en un 4,9% dones solteres, i en un 37% no eren unitats familiars. En el 33,3% dels habitatges hi vivien persones soles el 14,4% de les quals corresponia a persones de 65 anys o més que vivien soles. El nombre mitjà de persones vivint en cada habitatge era de 2,08 i el nombre mitjà de persones que vivien en cada família era de 2,59.
Per edats la població es repartia de la següent manera: un 16,8% tenia menys de 18 anys, un 5,7% entre 18 i 24, un 18,2% entre 25 i 44, un 30,9% de 45 a 60 i un 28,4% 65 anys o més.
L'edat mediana era de 50 anys. Per cada 100 dones de 18 o més anys hi havia 85,8 homes.
La renda mediana per habitatge era de 36.116 $ i la renda mediana per família de 50.288 $. Els homes tenien una renda mediana de 36.313 $ mentre que les dones 23.542 $. La renda per capita de la població era de 20.314 $. Aproximadament el 7,6% de les famílies i el 9,1% de la població estaven per davall del llindar de pobresa.

## Poblacions més properes
El següent diagrama mostra les poblacions més properes.